# Оникс (река)
77° 32′ 00″ Ј; 161° 34′ 01″ И / 77.5333° Ј; 161.567° И
Река Оникс (енгл. Onyx River) је повремени водоток на Антарктику који се појављује услед топљења леда током кратког лета (Фебруар, март) на овом континенту. Протиче кроз Рајтову долину у подручју познатом као Викторијина земља, а настаје из Рајтовог ледника и језера Браунворт. Храни се и са неколико мањих водотока. Након 40 km тока улива се у језеро Ванда. Међутим често се дешава да њене воде не долазе до овог језера и губе се у средњем делу тока.
Насељена је неким формама микроорганизама и алги, а честе су и појаве такозваног „цветања воде“ услед размножавања алги.
Дуж реке налази се неколико метеоролошких станица, а највећа станица Ванда налази се на њеном ушћу и припада Новом Зеланду. На овој станици је 5. јануара 1974. измерена до сада највиша температура на континенту од +15 °C.